# 레프 란다우
레프 다비도비치 란다우(러시아어: Лев Дави́дович Ланда́у, [lʲɛv dɐ'vidəvʲit͡ɕ lɐn'daʊ]; 1908년 1월 22일 - 1968년 4월 1일)는 소련 물리학자이다. 이론물리학의 다양한 분야에 걸쳐서 근본적인 공헌을 했다.
그의 업적은 양자역학에서 밀도 행렬 방법의 독립적인 공동 발견(존 폰 노이만과 함께), 반자성의 양자역학 이론, 초유체 이론, 이차 상전이, 긴즈부르크-란다우 이론, 페르미 액체 이론, 플라즈마 물리학의 란다우 감쇠 설명, 양자 전기역학의 란다우 극, 중성미자의 이성분 이론, S행렬 특이점에 대한 란다우 방정식 등을 포함한다. 그는 2.17K(-270.98 °C) 미만의 온도에서 액체 헬륨 II의 특성을 설명하는 초유체의 수학적 이론을 개발한 공로로 1962년 노벨 물리학상을 받았다.

## 생애

### 초년

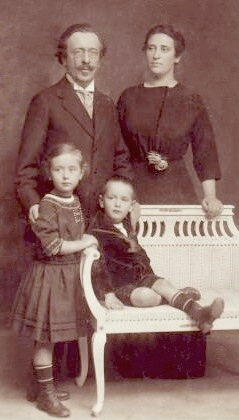
란다우 가족 (1910년)

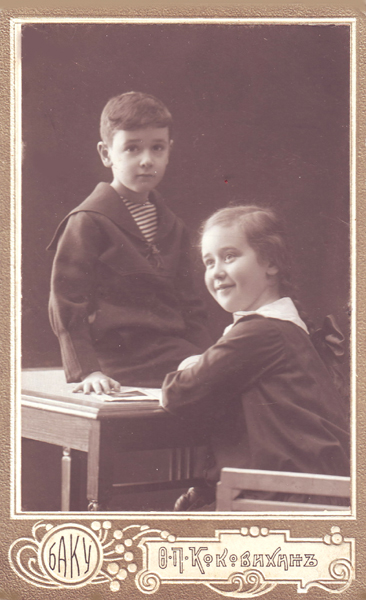
어린 란다우 (1914년)

란다우는 1908년 1월 22일 당시 러시아 제국이었던 아제르바이잔의 바쿠에서 유대인 부모에서 태어났다. 란다우의 아버지 다비드 르보비치 란다우David Lvovich Landau는 지역 석유 산업 기술자였으며 그의 어머니 리우보프 베니아미고브나 가르카비-란다우Lyubov Veniaminovna Garkavi-Landau는 의사였다. 둘 다 마힐료우에서 바쿠로 왔고 둘 다 마힐료우 김나지움을 졸업했다. 수학의 신동이었던 그는 12세에 미분을, 13세에 적분을 배웠다. 란다우는 1920년에 13세에 김나지움을 졸업했다. 그의 부모는 그를 대학에 다니기에는 너무 어리다고 생각하여 1년 동안 바쿠 경제 기술학교(Baku Economical Technical School)에 다녔다. 1922년, 14세의 나이로 바쿠 국립 대학교에 입학하여 물리학 및 수학과(Departments of Physics and Mathematics)와 화학과(Department of Chemistry)의 두 학과에서 동시에 공부했다. 그 후 그는 화학 공부를 그만두었지만 평생 그 분야에 관심을 가졌다.

### 레닌그라드와 유럽
1924년에 그는 당시 소비에트 물리학의 중심지인 레닌그라드 국립 대학교의 물리학과로 옮겨서 이론물리학 연구에 전념하여 1927년에 졸업했다. 이후 란다우는 레닌그라드에서 대학원 과정에 등록했고, 레닌그라드 물리-공과대학(Leningrad Physico-Technical Institute)에서 1934년 물리학 및 수학 이학박사 학위를 받았다. 란다우는 1929년에서 1931년 사이에 소련 정부-교육 인민 위원회-에서 록펠러 재단 연구비에 의한 여행 지원금으로 처음으로 해외 여행을 할 기회를 얻었다. 그때까지 그는 독일어와 프랑스어에 능통했고 영어로 의사 소통을 할 수 있었다. 그는 나중에 영어를 향상시키고 덴마크어를 배웠다.
괴팅겐과 라이프치히에 잠시 머물렀다가, 1930년 4월 8일 닐스 보어의 이론물리학 연구소에서 일하기 위해 코펜하겐으로 갔다. 그해 5월 3일까지 그곳에 머물렀다. 방문 후, 란다우는 항상 자신을 닐스 보어의 제자로 여겼고 그의 물리학 접근 방식은 보어의 영향을 크게 받았다. 코펜하겐에 체류한 후 그는 케임브리지(1930년 중반)를 방문하여 폴 디랙과 함께 작업했고, 코펜하겐(1930년 9월-11월), 취리히(1930년 12월-1931년 1월)에서 볼프강 파울리와 함께 작업했다. 란다우는 취리히에서 세 번째로 코펜하겐으로 돌아가, 1931년 2월 25일부터 3월 19일까지 머물렀다가, 같은 해에 레닌그라드로 돌아왔다.

### 국립 과학 센터 하르키우 물리학 및 기술연구소
1932년에서 1937년 사이에 란다우는 국립 과학 센터 하르키우 물리학 및 기술연구소(Kharkiv Institute of Physics and Technology)의 이론물리학과를 이끌었고 하르키우 대학교와 하르키우 폴리테크닉 대학교(Kharkiv Polytechnic Institute)에서 강의했다. 그의 이론적 업적 외에도 란다우는 "란다우 학교"라고도 불리는 우크라이나 하르키우에서 이론물리학의 위대한 전통의 주요 설립자였다. 하르키우에서 그와 그의 친구이자 전 학생이었던 예프게니 립시츠Evgeny Lifshitz는 전 주제에 걸쳐 있으며 대학원-수준의 물리학 텍스트로 널리 사용되는 10권의 《이론물리학의 과정(The Course of Theoretical Physics)》를 쓰기 시작했다. 대숙청 기간 동안 란다우는 하르키우의 UPTI 사건 관련 조사를 받았고, 새로운 직책을 맡기 위해 모스크바로 간신히 떠났다.
란다우는 학생들이 학교에 입학하기 전에 통과해야 하는 '이론적 최소값 (Theoretical Minimum)'이라는 유명한 종합시험을 개발했다. 이 시험은 이론물리학의 모든 측면을 다루었고 1934년과 1961년 사이에 43명의 후보자만 합격했지만 나중에 합격한 사람들은 꽤 유명한 이론물리학자들이 되었다.
1932년에 란다우는 찬드라세카르 한계를 계산했으며; 하지만, 그는 그것을 백색 왜성에 적용하지는 않았다.

### 물리학 문제 연구소, 모스크바

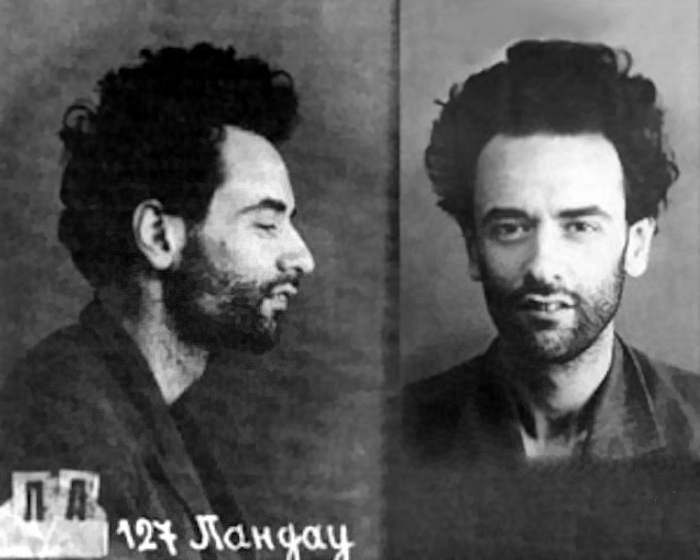
감옥에서의 레프 란다우 (1938년)

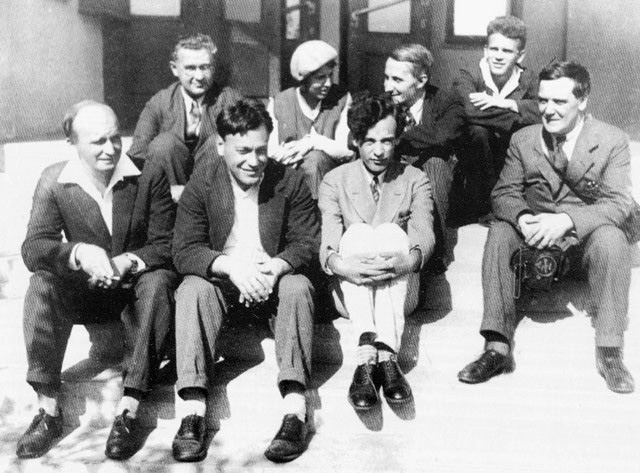
하르키우 연구소에서 (1934년)

1937년부터 1962년까지 란다우는 물리학 문제 연구소(Institute for Physical Problems)의 이론 부서장이었다.
1938년 4월 27일 란다우는 스탈린주의를 독일 나치즘, 이탈리아 파시즘에 비유한 전단(leaflet)으로 체포되었다. 그는 1939년 4월 29일 표트르 카피차(저온 실험 물리학자이자 연구소 설립자이자 책임자)와 보어가 이오시프 스탈린에게 편지를 보낸 후 석방될 때까지 내무인민위원회(NKVD)의 루비앙카 감옥(Lubyanka prison)에 수감되었다. 카피차는 개인적으로 란다우의 행동을 보증했으며 란다우가 석방되지 않으면 연구소를 그만두겠다고 위협했다. 석방된 후 란다우는 음파 또는 포논과 로톤이라고 하는 새로운 여기를 사용하여 카피차의 초유체를 설명하는 방법을 발견했다.
란다우는 소련의 원자 및 수소폭탄 개발을 지원하는 수학자 팀을 이끌었다. 그는 핵출력 예측을 포함하여 최초의 소련 열핵폭탄의 역학을 계산했다. 이 작업으로 란다우는 1949년과 1953년에 스탈린상을 받았고 1954년에는 "사회주의 노동영웅"이라는 칭호를 받았다.
란다우의 학생에는 레프 피타에프스키Lev Pitaevskii, 알렉세이 아브리코소프, 예프게니 립시츠, 레프 고르코프Lev Gor'kov, 이삭 칼라트니코프Isaak Khalatnikov, 로알드 사그데프Roald Sagdeev 및 이삭 포메란추크Isaak Pomeranchuk 등이 포함되어 있었다.

### 과학적 업적
란다우의 업적에는 양자역학(존 폰 노이만과 함께)에서 밀도 행렬 방법의 독립적인 공동 발견, 반자성의 양자역학 이론, 초유체 이론, 이차 상전이, 긴즈부르크-란다우 이론, 페르미 액체 이론, 플라즈마 물리학의 란다우 감쇠 설명, 양자 전기역학의 란다우 극, 중성미자의 이성분 이론, 화염 불안정성에 대한 설명(Darrieus–Landau instability), S행렬 특이점에 대한 란다우 방정식 등을 포함한다.
란다우는 2.17K(-270.98 °C) 미만의 온도에서 액체 헬륨 II의 특성을 설명하는 초유체의 수학적 이론을 개발한 공로로 1962년 노벨 물리학상을 받았다.

### 개인적 생활과 견해
1937년 란다우는 하르키우에서 코라 T. 드로반제바Kora T. Drobanzeva와 결혼했다. 그들의 아들 이고르Igor(1946–2011)는 이론물리학자가 되었다. 란다우는 일부일처제보다 "자유 연애"을 믿었고 그의 아내와 그의 학생들에게 "자유 연애"을 실천하도록 격려했다. 그러나 그의 아내는 열성적이지 않았다.
란다우는 무신론자였다. 1957년 국가보안위원회(KGB)가 소련 공산당 중앙위원회에 보낸 긴 보고서에는 1956년 헝가리 혁명, 블라디미르 레닌과 그가 "적색 파시즘"이라고 부른 것에 대한 란다우의 견해가 기록되어 있다. 헨드릭 카시미르는 그를 혁명적 이데올로기로 용기를 얻은 열정적인 공산주의자로 회상한다. 란다우가 소비에트 과학을 확립하게 된 원동력은 부분적으로 사회주의에 대한 그의 헌신 때문이었다. 1935년 소련 신문 이즈베스티야에 "부르주아지와 현대 물리학"이라는 제목의 글을 기고한 그는 종교적 미신과 자본의 지배를 부르주아적 경향으로 보고 "우리 나라에서 물리학 발전을 위한 전례 없는 기회가 당과 정부에 의해 제공된다”고 언급했다.

### 말년
1962년 1월 7일, 란다우의 차는 다가오는 트럭과 충돌했다. 그는 중상을 입고 두 달 동안 혼수상태에 빠졌다. 란다우는 여러 면에서 회복되었지만 그의 과학적 창의성은 파괴되었고,그는 과학적 연구로 완전히 돌아오지 못했다. 그의 부상으로 인해 그는 1962년 노벨 물리학상을 직접 받을 수 없었다.
평생 란다우는 날카로운 유머로 유명했는데, 란다우가 자동차 사고에서 회복하는 동안 뇌 손상 가능성을 테스트하려고 했던 심리학자 알렉산더 루리아와의 다음 대화에서 예시되었다.
루리아: "원을 그려주세요."
란다우는 십자가를 그린다.
루리아: "흠, 이제 십자가를 그려 주세요."
란다우는 원을 그린다.
루리아: "란다우, 내가 시키는 대로 하지 그래요?"
란다우: "내가 그랬다면, 내가 정신지체자가 되었다고 생각할지도 몰라."
1965년에 란다우의 이전 학생과 동료들은 모스크바 근처의 체르노골로브카(Chernogolovka) 시내에 란다우 이론물리학 연구소(Landau Institute for Theoretical Physics)를 설립했으며, 이는 이삭 칼라트니코프에 의해 이후 30년간 선도되었다.
1965년 6월 레프 란다우와 예브세이 리베르만Yevsei Liberman은 뉴욕 타임즈에 소비에트 유대인으로서 소비에트 유대인을 위한 학생 투쟁(Student Struggle for Soviet Jewry)을 위한 미국의 개입에 반대하는 편지를 실었다. 그러나 란다우가 이 편지를 저술했다는 데는 의심의 여지가 있다.

### 사망
란다우는 1968년 4월 1일 60세의 나이로 6년 전 자신이 연루된 자동차 사고로 인한 부상의 합병증으로 사망했다. 그는 노보데비치 묘지에 묻혔다.

## 업적 분야
- DLVO 이론(DLVO theory)
- 페르미 액체 이론(Fermi liquid)
- 준입자
- 란다우 감쇠(Landau damping)
- 란다우 분포(Landau distribution)
- 란다우 게이지(Gauge fixing)
- 란다우 극(Landau pole)
- 반자성 (란다우 자화율)
- 란다우 퍼텐셜
- 란다우 준위 (란다우 양자회)
- 란다우 이론(Landau theory)
- 란다우–스콰이어 제트(Landau–Squire jet)
- 란다우–레비치 문제(Landau–Levich problem)
- 란다우–호프 난류 이론(Landau–Hopf theory of turbulence)
- 긴즈부르크-란다우 이론
- 다리어스–란다우 불안정성(Darrieus–Landau instability)
- 란다우–립시츠 항공음향 방정식(Landau–Lifshitz aeroacoustic equation)
- 란다우–라이초두리 방정식(Landau–Raychaudhuri equation)
- 란다우–제너 공식(Landau–Zener formula)
- 란다우–립시츠 모형(Landau–Lifshitz model)
- 란다우–립시츠 유사텐서(Landau–Lifshitz pseudotensor)
- 란다우-립시츠-길버트 방정식
- 란다우-포메란추크–미그달 효과(Landau–Pomeranchuk–Migdal effect)
- 란다우–양 정리(Landau–Yang theorem)
- S행렬 이론 (란다우 원리)
- 초유체
- 초전도 현상

### 교육
- 《이론물리학의 과정(The Course of Theoretical Physics)》

## 유산
두 천체는 그의 이름을 따서 명명되어:

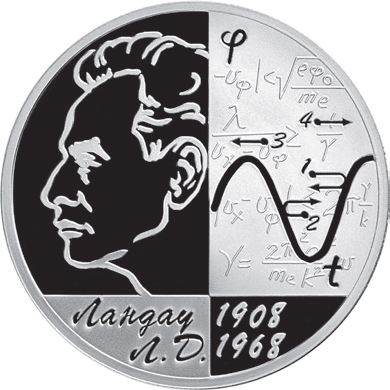
란다우 탄생 100주년 기념 러시아 은화

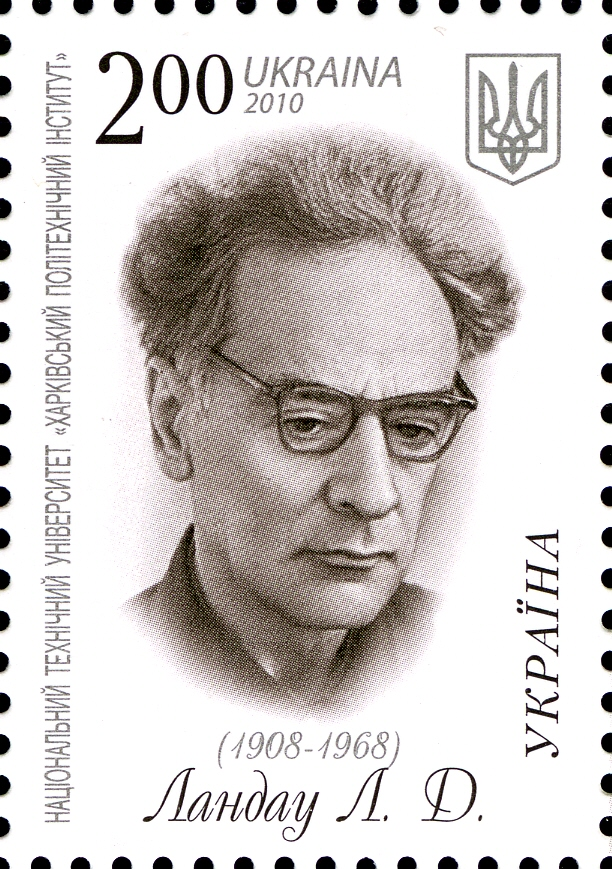
란다우 (1962년), 2010년 우크라이나 우표

- 소행성체 2142 란다우(2142 Landau)[42]
- 달 분화구 란다우(Landau)

러시아 과학 아카데미(Russian Academy of Sciences)가 수여하는 이론물리학 최고상은 그의 이름을 따서 명명되어:
- 란다우 금메달(Landau Gold Medal)

2019년 1월 22일 구글은 란다우의 111번째 생일을 구글 두들로 축하했다.
플라즈마 물리학 및 유럽-미국 협력에 대한 탁월한 공헌을 인정하는 미국 물리학회(American Physical Society) 란다우-스피처 상(Landau-Spitzer Award)은 그를 기리기 위해 부분적인 이름을 붙였다.

## 란다우의 물리학자 순위
란다우는 0에서 5까지의 생산성 로그 척도로 순위를 매긴 물리학자들의 이름 목록을 보관했다. 가장 높은 순위인 0은 아이작 뉴턴에게 할당되었다. 알베르트 아인슈타인은 0.5위에 랭크되었다. 양자역학의 창시자인 닐스 보어, 베르너 하이젠베르크, 사티엔드라 나트 보스, 폴 디랙 및 에르빈 슈뢰딩거 등이 1등급을 받았으며, 반면에 5등급의 사람들은 "병리학자들"로 간주되었다. 란다우는 자신을 2.5로 평가했지만 나중에 자신을 2로 승격시켰다. 란다우에 대해 쓴 데이비드 머민은 "란다우와 함께한 나의 삶: 4.5에서 2로의 경의" 기사에서 이 척도를 언급하고 자신은 4로 평가했다.

## 대중문화에서
- 2008년에 개봉된 러시아 텔레비전 영화 《내 남편 – 천재(러시아어 제목 Мой муж – гений)》는 란다우(다닐 스피바코프스키Daniil Spivakovsky 주연)의 전기를 이야기하며 주로 그의 사생활에 초점을 맞춘다. 그것은 일반적으로 비평가들에 의해 비판되었다. 러시아의 유명 과학자 비탈리 긴즈부르크를 비롯해 란다우를 직접 만난 사람들은 이 영화가 끔찍할 뿐만 아니라 역사적 사실도 거짓이라고 말했다.
- 런다우에 관한 또 다른 영화 《다우(Dau)》는 후르하노브스키Ilya Khrzhanovsky가 감독하고 비전문 배우 테오도르 쿠렌치스Teodor Currentzis (오케스트라 지휘자)가 란다우로 출연한다. 다우는 레프 란다우의 일반적인 별명이었다.[49]

## 저술
란다우는 클라인-폭 방정식의 유도(On the derivation of Klein–Fock equation)에 관한 그의 첫 논문을 1926년에 드미트리 이바넨코Dmitri Ivanenko와 함께 썼다. 그의 마지막 논문인 근본적인 문제는 1960년에 볼프강 파울리에 대한 헌사 편집본에 실렸다. 1998년 러시아의 물리학 저널 《물리학-우스페키(Physics-Uspekhi)》에 란다우의 작품 목록이 실렸다. 란다우는 두 가지 조건으로 자신이 저널 기사의 공동 저자로 등재될 수 있도록 허용했다: 1) 그는 부분적으로 또는 전체적으로 작업에 대한 아이디어를 제기했다. 2) 그는 논문에 제시된 적어도 일부 계산을 수행했다. 결과적으로, 그는 수많은 출판물에서 공헌이 덜 중요했던 그의 학생들의 이름들을 삭제했다

### Course of Theoretical Physics
- L. D. Landau; E. M. Lifshitz (1976). 《Mechanics》. Vol. 1; 3판. Butterworth–Heinemann.
- L. D. Landau; E. M. Lifshitz (1975). 《The Classical Theory of Fields》. Vol. 2; 4판. Butterworth–Heinemann.
- L. D. Landau; E. M. Lifshitz (1977). 《Quantum Mechanics: Non-Relativistic Theory》. Vol. 3; 3판. Pergamon Press.
- V. B. Berestetskii; E. M. Lifshitz; L. P. Pitaevskii (1982). 《Quantum Electrodynamics》. Vol. 4; 2판. Butterworth–Heinemann.
- L. D. Landau; E. M. Lifshitz (1980). 《Statistical Physics, Part 1》. Vol. 5; 3판. Butterworth–Heinemann.
- L. D. Landau; E. M. Lifshitz (1987). 《Fluid Mechanics》. Vol. 6; 2판. Butterworth–Heinemann.
- L. D. Landau; E. M. Lifshitz (1986). 《Theory of Elasticity》. Vol. 7; 3판. Butterworth–Heinemann.
- L. D. Landau; E. M. Lifshitz; L. P. Pitaevskii (1984). 《Electrodynamics of Continuous Media》. Vol. 8; 2판. Butterworth–Heinemann.
- L. P. Pitaevskii; E. M. Lifshitz (1980). 《Statistical Physics, Part 2》. Vol. 9; 1판. Butterworth–Heinemann.
- L. P. Pitaevskii; E. M. Lifshitz (1981). 《Physical Kinetics》. Vol. 10; 1판. Pergamon Press.

란다우와 리프시츠는 이론물리학 과정 제3권에서 당시의 표준 주기율표에 오류가 있으며, 루테튬은 f-블록 원소가 아닌 d-블록 원소로 간주되어야 한다고 제안했다. 그들의 제안은 나중에 발견된에 의해 완전히 입증되었고 1988년 국제 순수·응용 화학 연합(IUPAC)의 보고서에 의해 승인되었다.

### 기타
- L. D. Landau; Ya. Smorodinsky (2011) [1958]. 《Lectures on Nuclear Theory》. Dover Publications.
- L. D. Landau; A. I. Akhiezer; E. M. Lifshitz (1967). 《General Physics, Mechanics and Molecular Physics》. Pergamon Press.
- L. D. Landau; A. I. Kitaigorodsky (1978). 《Physics for Everyone》. Mir Publishers Moscow.
- L. D. Landau; G. B. Rumer (2003) [1960]. 《What is Relativity?》. Dover Publications.
- L. D. Landau; A. S. Kompaneets (1935). 《The Metal Conductivity》. ONTI, Kharkiv.

## 같이 보기
- 유대인 노벨상 수상자 목록(List of Jewish Nobel laureates)
- 레프 란다우의 이름을 딴 것들의 목록(List of things named after Lev Landau)

## 추가 자료

### 서적
- Dorozynski, Alexander (1965). The Man They Wouldn't Let Die. Secker and Warburg. (란다우의 1962년 자동차 사고 이후, 그의 주변의 물리학계는 그의 생명을 구하기 위해 다시 모였다. 그들은 1968년까지 그의 수명을 연장할 수 있었다.)
- Janouch, Frantisek (1979). Lev D. Landau: His life and work. CERN.
- Khalatnikov, I. M., ed. (1989). Landau. The physicist and the man. Recollections of L. D. Landau. Sykes, J. B. (trans.). Pergamon Press.
- Kojevnikov, Alexei B. (2004). Stalin's Great Science: The Times and Adventures of Soviet Physicists. History of Modern Physical Sciences. Imperial College Press.
- Landau-Drobantseva, Kora (1999). Professor Landau: How We Lived (in Russian). AST.
- Shifman, M., ed. (2013). Under the Spell of Landau: When Theoretical Physics was Shaping Destinies. World Scientific.

### 소논문
- Karl Hufbauer, "Landau's youthful sallies into stellar theory: Their origins, claims, and receptions", Historical Studies in the Physical and Biological Sciences, 37 (2007), 337–354.
- "As a student, Landau dared to correct Einstein in a lecture". Global Talent News.
- O’Connor, John J.; Robertson, Edmund F. “레프 란다우”. 《MacTutor History of Mathematics Archive》 (영어). 세인트앤드루스 대학교.
- Lev Davidovich Landau. Nobel-Winners.
- Landau's Theoretical Minimum, Landau's Seminar, ITEP in the Beginning of the 1950s by Boris L. Ioffe, Concluding talk at the workshop QCD at the Threshold of the Fourth Decade/Ioeffest.
- EJTP Landau Issue 2008.
- Ammar Sakaji and Ignazio Licata (eds), Lev Davidovich Landau and his Impact on Contemporary Theoretical Physics, Nova Science Publishers, New York, 2009.
- Gennady Gorelik, "The Top Secret Life of Lev Landau" 보관됨 2013-10-29 - 웨이백 머신, Scientific American, Aug. 1997, vol. 277(2), 53–57.
- Maya Bessarab, "Landau's Life Pages(in Russian)".